# Omul în labirint
Omul în labirint (engleză: The Man in the Maze) este un roman științifico-fantastic de Robert Silverberg prima oară publicat în 1969 de Sidgwick & Jackson. Inițial a fost serializat în revista Worlds of If în aprilie 1968, pag. 5–57 & mai 1968, pag. 108–158. Romanul este o parafrazare a tragediei eroului grec antic Filoctet, poveste scrisă de Sofocle: În timpul unui popas pe  insula pustie Lemnos eroul Filoctet a fost mușcat de o viperă, rana lui a început să emane un miros insuportabil și la sugestia lui Odiseu acesta a rămas singur pe insulă. Cu toate acestea, în timpul asediului Troiei, a fost nevoie de arcul fermecat și de săgețile sale pe care eroul le-a moștenit de la Hercule.   Neoptolemos, fiul lui Ahile, la îndemnul lui Odiseu, se hotărăște să fure arcul fermecat deținut de Filoctet. 

## Prezentare
Acțiunea are loc în viitor. Richard Muller, un fost diplomat retras, s-a exilat voluntar de nouă ani într-un oraș labirint de pe planeta Lemnos. Labirintul este plin de capcane mortale și a fost considerat de nepătruns înainte de sosirea lui Muller. Acesta a fost construit de o rasă necunoscută de extratereștri în urmă cu un milion de ani. Toți cei care au încercat să intre înaintea lui Muller au murit într-un mod oribil. Acesta s-a familiarizat cu capcanele înșelătoare și mortale ale acestei clădiri de mărimea unui oraș. 
O navă spațială comandată de Charles Boardmann a aterizat pe planeta Lemnos, la o oarecare distanță de labirint. După ce a constatat că un câmp de forță a împiedicat orice fel acces pe calea aerului, Boardmann trimite mai întâi în labirint zeci de roboți exploratori, care vor fi distruși cu toții, la fel pățesc și oamenii trimiși la comanda lui Boardmann. Misiunea lui Boardmann este aceea de a încerca totul pentru a-l convinge pe Muller să iasă din labirint și să se întoarcă cu ei pe Pământ, deoarece recent planeta de origine a oamenilor a ajuns sub amenințarea unei invazii extraterestre și are nevoie disperată de talentele foarte speciale de comunicare ale lui Muller...

## Trivia
Ideea unui uriaș labirint-oraș care să se autorepare prin dispozitive avansate tehnologic (în lipsa unor ființe vii) a fost emisă anterior în 1956 de către Arthur C. Clarke în romanul său Orașul și stelele.